# Wiola Elżbieta cieszyńska
Wiola (Viola) Elżbieta cieszyńska (ur. ok. 1291, zm. 21 września 1317) – księżniczka cieszyńska z dynastii Piastów, w latach 1305–1306, królowa Czech i tytularna królowa Polski.

## Życiorys
Wiola była jedyną znaną córką księcia cieszyńskiego Mieszka i nieznanej bliżej kobiety. O jej dzieciństwie nie ma żadnych wiadomości.
5 października 1305 r. w Brnie wyszła za mąż za króla Czech i Polski – Wacława III z dynastii Przemyślidów. Niedługo później została koronowana na królową Czech. Jej rodzina była nieprzychylna wpływom niemieckim, więc tym ożenkiem jej małżonek mógł zjednać sobie polskich panów. Małżeństwo to, mimo oczywistych korzyści politycznych związanych ze strategicznym położeniem Księstwa Cieszyńskiego na trasie z Pragi do Krakowa, szczególnie ważnej w związku z przygotowywaną generalną rozprawą z Władysławem Łokietkiem, jest dla historyków sporym zaskoczeniem, gdyż raczej spodziewano by się ślubu Wacława III z jakąś bardziej utytułowaną żoną. Małżeństwo króla spotkało się z ostrym sprzeciwem czeskich dostojników.
Małżeństwo Wioli, która na życzenie Wacława III przyjęła imię Elżbieta, nie było w pełni szczęśliwe ze względu na swobodny tryb życia Wacława. Skończyło się ono w niespełna 10 miesięcy, bowiem 4 sierpnia 1306 r. podążający na wyprawę przeciwko Polsce ostatni Przemyślida na tronie czeskim został zamordowany w Ołomuńcu.
W następnych latach Wiola Elżbieta przebywała głównie na Morawach, gdzie po mężu otrzymała oprawę wdowią.
Pod koniec 1316 r. poślubiła czeskiego magnata Piotra z Rożemberka. Zmarła 21 września 1317 r. i została pochowana w opactwie cystersów w Wysokim Brodzie. Z obu małżeństw Wiola Elżbieta nie doczekała się potomstwa.

## Wywód genealogiczny
| 4. Władysław opolski  |  |                       |  |  |                   |
|                       |  | 2. Mieszko cieszyński |  |  |                   |
| 5. Eufemia Odonicówna |  |                       |  |  |                   |
|                       |  |                       |  |  | 1. Wiola Elżbieta |
| 6. NN                 |  |                       |  |  |                   |
|                       |  | 3. NN                 |  |  |                   |
| 7. NN                 |  |                       |  |  |                   |
|                       |  |                       |  |  |                   |